# Stahalik (planetka)
(90926) Stáhalík je planetka hlavního pásu nacházející se mezi planetami Mars a Jupiter, kterou objevil český astronom Miloš Tichý 22. září 1997 na observatoři Kleť. Pojmenování získala v roce 2011 po českém leteckém akrobatovi Martinu Stáhalíkovi. Observatoř Kleť patří mezi observatořemi věnujícími se sledování blízkozemních planetek i hledání dosud neznámých planetek ke světové špičce.